# Fairview-Ferndale
Fairview-Ferndale ist ein Census-designated place (CDP) in der Coal Township in der Northumberland County, Pennsylvania, Vereinigte Staaten. Das U.S. Census Bureau hat bei der Volkszählung 2020 eine Einwohnerzahl von 2.075 ermittelt.

## Geographie
Fairview-Ferndales geographische Koordinaten lauten 40° 47′ N, 76° 34′ W (40,783112, −76,572758). Der CDP liegt wie Edgewood westlich von Shamokin und bildet gemeinsam mit diesen Orten und dem weiter östlich liegenden Marshallton ein zusammenhängendes Siedlungsgebiet, wobei Fairview und Ferndale heute nicht mehr als eigenständige Orte voneinander unterscheidbar sind.
Nach den Angaben des United States Census Bureaus hat der CDP eine Gesamtfläche von 2,3 km², und es gibt keine Gewässerflächen. Entwässert wird Fairview-Ferndale durch den Furnace Run, der auch die Grenze zu Edgewood bildet. Die meisten Straßen in Fairview-Ferndale tragen Zusatz West bei von Osten nach Westen verlaufenden Straßen und den Zusatz South bei von Norden nach Süden verlaufenden Straßen.

## Demographie
Zum Zeitpunkt des United States Census 2000 bewohnten Fairview-Ferndale 2411 Personen. Die Bevölkerungsdichte betrug 1023,0 Personen pro km². Es gab 1168 Wohneinheiten, durchschnittlich 495,6 pro km². Die Bevölkerung in Fairview-Ferndale bestand zu 99,25 % aus Weißen, 0,21 % Schwarzen oder African American, 0,04 % Native American, 0,08 % Asian, 0 % Pacific Islander, 0,12 % gaben an, anderen Rassen anzugehören und 0,29 % nannten zwei oder mehr Rassen. 0,12 % der Bevölkerung erklärten, Hispanos oder Latinos jeglicher Rasse zu sein.
Die Bewohner Fairview-Ferndales verteilten sich auf 1040 Haushalte, von denen in 22,7 % Kinder unter 18 Jahren lebten. 48,3 % der Haushalte stellten Verheiratete, 11,3 % hatten einen weiblichen Haushaltsvorstand ohne Ehemann und 35,1 % bildeten keine Familien. 31,6 % der Haushalte bestanden aus Einzelpersonen und in 17,4 % aller Haushalte lebte jemand im Alter von 65 Jahren oder mehr alleine. Die durchschnittliche Haushaltsgröße betrug 2,29 und die durchschnittliche Familiengröße 2,83 Personen.
Die Bevölkerung verteilte sich auf 18,8 % Minderjährige, 7,5 % 18–24-Jährige, 26,5 % 25–44-Jährige, 24,1 % 45–64-Jährige und 23,2 % im Alter von 65 Jahren oder mehr. Der Median des Alters betrug 43 Jahre. Auf jeweils 100 Frauen entfielen 90,4 Männer. Bei den über 18-Jährigen entfielen auf 100 Frauen 89,5 Männer.
Das mittlere Haushaltseinkommen in Fairview-Ferndale betrug 27.219 US-Dollar und das mittlere Familieneinkommen erreichte die Höhe von 34.976 US-Dollar. Das Durchschnittseinkommen der Männer betrug 27.850 US-Dollar, gegenüber 18.924 US-Dollar bei den Frauen. Das Pro-Kopf-Einkommen belief sich auf 15.400 US-Dollar. 12,8 % der Bevölkerung und 10,3 % der Familien hatten ein Einkommen unterhalb der Armutsgrenze, davon waren 17,8 % der Minderjährigen und 11,0 % der Altersgruppe 65 Jahre und mehr betroffen.